# 腓特烈·威廉四世
腓特烈·威廉四世（德語：Friedrich Wilhelm IV von Preußen，1795年10月15日—1861年1月2日），霍亨索伦王朝的普鲁士国王，1840年至1861年在位。

## 生平
腓特烈·威廉少年时參與1814年对抗拿破仑的戰爭。他对建筑学及风景园林颇有兴趣，是当时著名建筑家卡爾·弗里德里希·申克爾的老主顾。他在1823年与巴伐利亚公主伊丽莎白·卢多维卡结婚。二人没有子女。

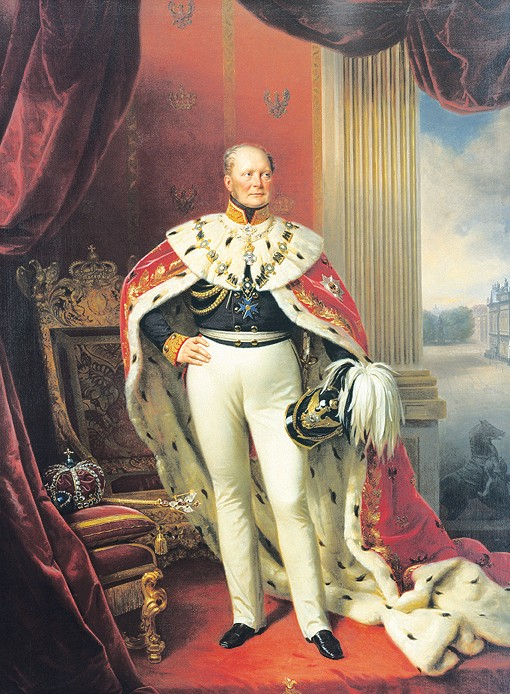
普鲁士国王腓特烈·威廉四世

1848年3月，1848年革命爆发。这位国王想以军队镇压革命，但在3月19日就决定撤军，并自任政府元首。他马上投入德国统一的事业，组成了一个自由主义政府，并召开国民议会和下令草拟普鲁士王国宪法。但是，腓特烈·威廉在后来确定自己的地位稳固后，就马上命令军队包围柏林并在12月解散议会。
虽然如此，他仍然支持统一运动。于是，在1849年4月3日，法兰克福国民议会邀请他出任统一德国的皇帝，却被他拒绝。腓特烈·威廉认为自己不能接受“拾取在沟渠上的皇冠”，结果令议会被迫解散。他尝试成立爱尔福特联盟议会，企图兼併其他邦國以统一德国並排除奥地利于统一德国之外。然而，基于奥地利的强烈反对，他被迫放弃计划，在1850年11月29日签署奥尔米茨条约。
虽然腓特烈·威廉四世反对民主的国民议会，却没有恢复官僚统治。他始终成立了一个新的宪法，设置两院制的国会，上议院由貴族選出、下议院则由民选产生。下议院由所有纳税人选出，但选举资格则基于缴税额，所以不能实现普选。宪法容许国王任命大臣部长的权力，并重建了保守的地方议会与州份议会，也保证国王能操纵军队与官僚。这种制度比以前更为自由，但始终是一种保守制度，让国王、贵族与军官阶层掌握大权。这种宪法一直到1918年第一次世界大戰後普鲁士王国敗戰被废除后宣告结束。
1857年，腓特烈·威廉被中风影响，身体局部瘫痪并患上精神病。所以，从1858年开始，他的弟弟威廉出任摄政王，直到兄长在1861年去世。摄政王後来即位，成为威廉一世。
| 腓特烈·威廉四世 霍亨索倫王朝出生于：1795年10月15日逝世於：1861年1月2日 | 腓特烈·威廉四世 霍亨索倫王朝出生于：1795年10月15日逝世於：1861年1月2日 | 腓特烈·威廉四世 霍亨索倫王朝出生于：1795年10月15日逝世於：1861年1月2日 |
| 統治者頭銜                                                             | 統治者頭銜                                                             | 統治者頭銜                                                             |
| ---------------------------------------------------------------------- | ---------------------------------------------------------------------- | ---------------------------------------------------------------------- |
| 前任： 腓特烈·威廉三世                                                 | 普魯士國王 1840年—1861年                                               | 繼任： 威廉一世                                                        |